# 小坂井町 (豊川市)
小坂井町（こざかいちょう）は、愛知県豊川市の地名。

## 地理

### 河川・池沼
- 豊川放水路

### 字一覧
- 大島（おおしま）
- 大塚（おおづか）
- 大堀（おおぼり）
- 欠田（かけだ）
- 欠山（かけやま）
- 樫王（かしおう）
- 門迎（かどむかえ）
- 北浦（きたうら）
- 倉屋敷（くらやしき）
- 才ノ木（さいのき）
- 笹見原（ささみばら）
- 道地（どうじ）
- 中野（なかの）
- 西浦（にしうら）
- 野地（のじ）
- 八幡田（はちまんでん）
- 平口（ひらくち）
- 宮下（みやした）
- 宮脇（みやわき）
- 門並（もんなみ）

### 交通
- 飯田線小坂井駅
- 名鉄名古屋本線
- 国道1号
- 国道247号
- 国道151号
- 愛知県道385号前芝小坂井停車場線
- 愛知県道496号白鳥豊橋線

### 施設
- 豊川市立小坂井東小学校
- 三菱UFJ銀行小坂井出張所
- 小坂井郵便局
- 菟足神社
- 愛知県立小坂井高等学校
- 山本製粉

## 歴史

### 人口の変遷
国勢調査による人口および世帯数の推移。
| 1995年（平成7年）  | 800世帯 2634人  |  |
| 2000年（平成12年） | 819世帯 2591人  |  |
| 2005年（平成17年） | 875世帯 2639人  |  |
| 2010年（平成22年） | 884世帯 2496人  |  |
| 2015年（平成27年） | 944世帯 2536人  |  |
| 2020年（令和2年）  | 1046世帯 2658人 |  |

### WEB
1. ↑  “愛知県豊川市の町丁・字一覧”.   人口統計ラボ. 2024年5月1日閲覧。
2. 1 2  総務省統計局 (2022年2月10日). “令和2年国勢調査の調査結果(e-Stat) - 男女別人口，外国人人口及び世帯数－町丁・字等” (CSV). 2023年8月2日閲覧。
3. ↑  “読み仮名データの促音・拗音を小書きで表記するもの(zip形式) 愛知県” (zip).   日本郵便 (2024年2月29日). 2024年3月26日閲覧。
4. ↑  “市外局番の一覧” (PDF).   総務省 (2022年3月1日). 2022年3月22日閲覧。
5. ↑  “ナンバープレートについて”.   一般社団法人愛知県自動車会議所. 2024年1月21日閲覧。
6. ↑  総務省統計局 (2014年3月28日). “平成7年国勢調査の調査結果(e-Stat) - 男女別人口及び世帯数 －町丁・字等” (CSV). 2021年7月20日閲覧。
7. ↑  総務省統計局 (2014年5月30日). “平成12年国勢調査の調査結果(e-Stat) - 男女別人口及び世帯数 －町丁・字等” (CSV). 2021年7月20日閲覧。
8. ↑  総務省統計局 (2014年6月27日). “平成17年国勢調査の調査結果(e-Stat) - 男女別人口及び世帯数 －町丁・字等” (CSV). 2021年7月21日閲覧。
9. ↑  総務省統計局 (2012年1月20日). “平成22年国勢調査の調査結果(e-Stat) - 男女別人口及び世帯数 －町丁・字等” (CSV). 2021年7月21日閲覧。
10. ↑  総務省統計局 (2017年1月27日). “平成27年国勢調査の調査結果(e-Stat) - 男女別人口及び世帯数 －町丁・字等” (CSV). 2021年7月21日閲覧。